# Gentien
Pour les articles homonymes, voir Gentien (homonymie).
Gentien ou Centien est un martyr chrétien, exécuté près d'Amiens sous l'empereur Maximien le même jour que Fuscien et Victoric. Il est fêté comme eux le 11 décembre.

## Histoire

### Conversion et martyre
Au IIIe siècle, les chrétiens Fuscien (Fuscianus) et Victoric (Victoricus) quittèrent Rome pour aller évangéliser la tribu gauloise des Morins, dans la région de Saint-Omer et de Boulogne-sur-Mer. En 287, ils passèrent par le village de Sama (actuellement Sains-en-Amiénois), où ils convertirent Gentien. Mais tous trois furent bientôt arrêtés par les autorités.
Le 11 décembre 287, les soldats romains, dirigés par le vicaire romain Rictiovarus, décapitèrent Gentien à Sains, puis la troupe emmena Fuscien et Victoric dans les bois voisins où ils furent décapités à leur tour après de terribles tortures infligées par le haut fonctionnaire. La légende dit que les deux martyrs seraient ensuite revenus à Sains en portant leur tête dans leurs mains.

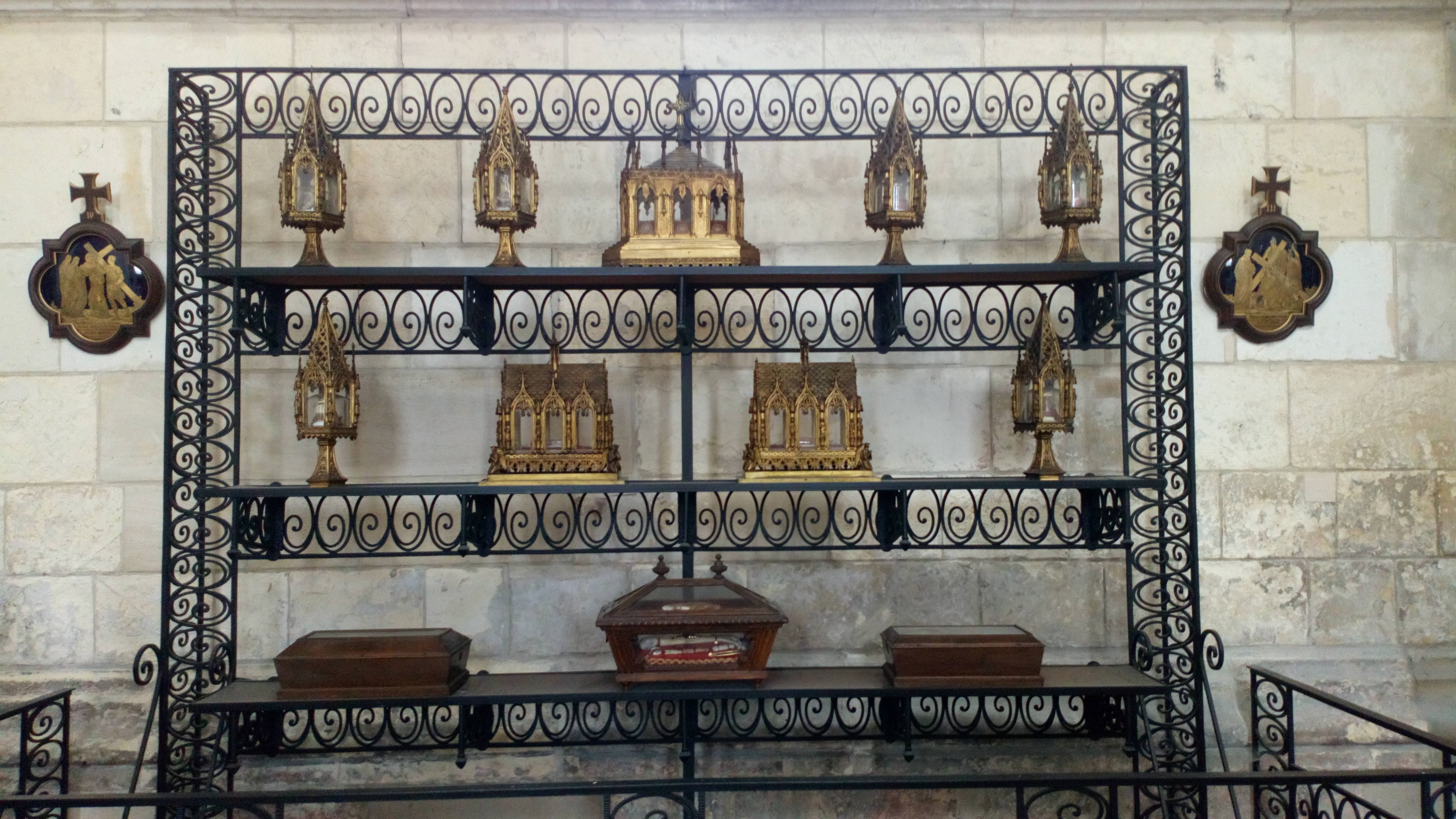
Reliquaires de l'église abbatiale Saint-Pierre de Corbie, celui de saint Gentien est le deuxième en haut en partant de la gauche.

### Les reliques de Gentien
En 893, Francon, abbé de Corbie, mécontant de l'absence dans son abbaye de reliques d'un saint personnage de grande notoriété, résolut d'en obtenir pour attirer les fidèles. Or l'évêque d'Amiens Otger venait de faire don à la basilique de Saint-Quentin des reliques de Victoric. Francon lui demanda alors de lui faire don d'autres saintes reliques pour son abbaye. Mais l'évêque y rechignait. Alors qu'il était parti en voyage, des Corbéens s'introduisirent nuitamment dans la cathédrale et mirent la main sur les reliques de saint Gentien. À l'aurore, ils prirent la route pour Corbie. Alerté du vol, les Amiénois partirent à leur poursuite, mais arrivés au lieu-dit l'Indict, un épais brouillard les enveloppa miraculeusement, et les Corbéens purent déposer sans encombre les reliques dans leur abbaye.

## Culte
L'église de Sains-en-Amiénois abrite le tombeau supposé de Gentien et de ses deux compagnons.
Les habitants de Sains-en-Amiénois fêtaient les trois martyrs, à la fête des saints engelés, le 11 décembre.
Lors de la fête du village, le premier dimanche qui suit le 29 juin, jour des saints Pierre et Paul, se déroulait le pèlerinage des saints martyrs Fuscien, Victoric et Gentien avec un cortège des habitants.
En 1022, le 25 septembre, jour de Saint Firmin, une procession venant d'Amiens avec les reliques de saint Firmin et de saint Fuscien, rencontra au lieu-dit l'Indict (entre Amiens et Corbie), une procession venant de Corbie avec les reliques d'Adhalard, de Précord et de Gentien. Un office y fut célébré. Avec les années, une fête s'y déroula. Cette habitude perdura jusqu'en 1224.

## Lieux de mémoire
- L'église de Sains-en-Amiénois abrite le tombeau des saints martyrs Gentien, Fuscien et Victoric.
- Le bosquet de l'Indict avec sa croix de fer forgé, est toujours visible sur la route d'Amiens à Corbie.
- La petite église de Deniécourt à Estrées-Deniécourt est placée sous le vocable de saint Gentien.
- L'église Saint-Fuscien-et-Saint-Gentien de Morcourt à Morcourt

### Articles liés
- Saint Fuscien
- Victoric d'Amiens
- Sains-en-Amiénois
- Liste des saints picards